# 雪邦区
雪邦区是马来西亚雪兰莪州雪邦县的一个区（mukim），是雪州的边境小镇。雪邦区同时也是两个华人新村即双溪比力和雪邦新村的所在地。馬來西亞最大的國際機場吉隆坡国际机场就坐落于此镇的西部。

## 行政区划
雪邦区面积为198.08平方公里，共有6个甘榜（村）、2个华人新村和31个花园住宅区。